# Samantha Viana

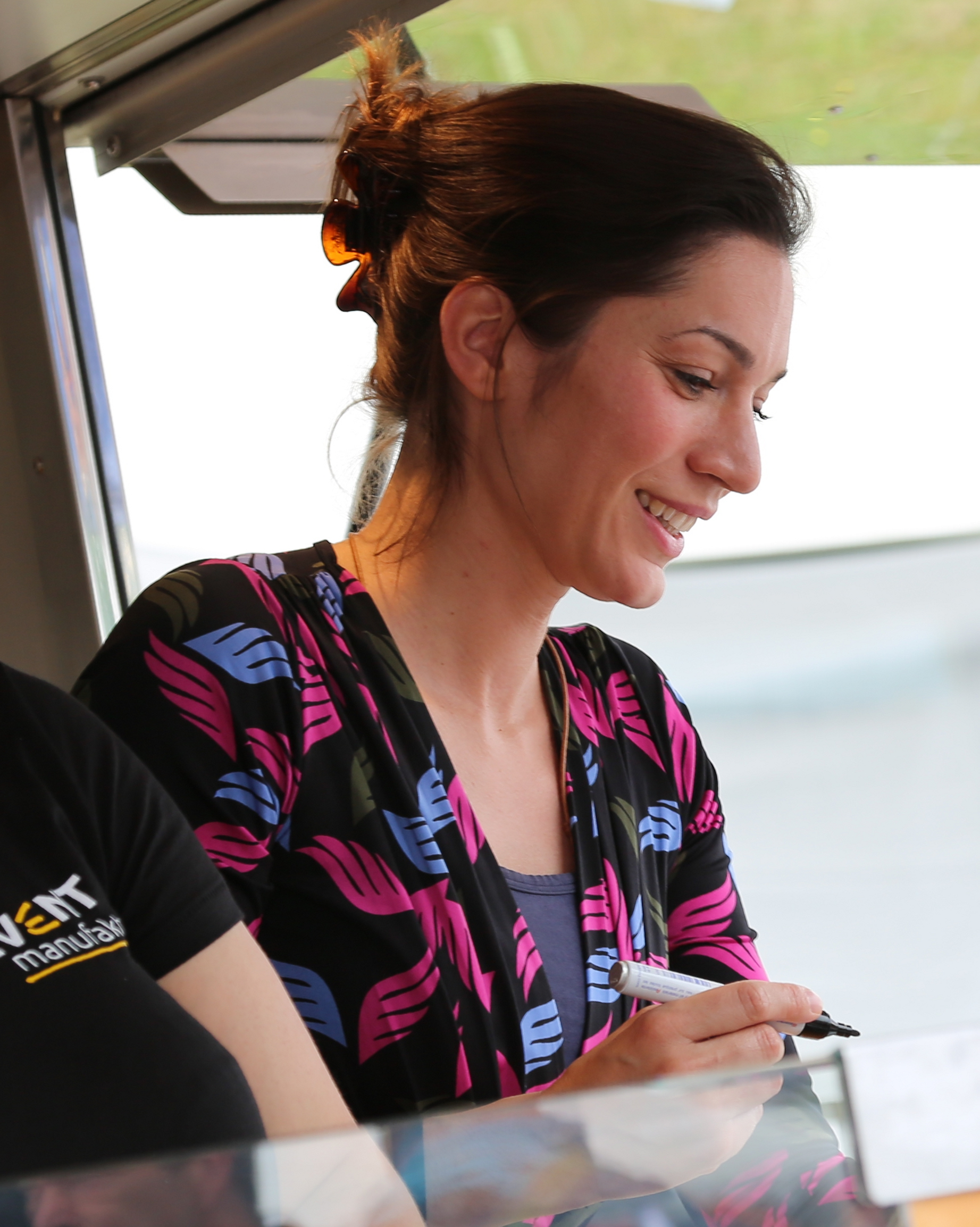
Samantha Viana (2017)

Samantha Viana (* 1982 in Hamburg) ist eine deutsche Schauspielerin.

## Leben und Karriere
Die gebürtige Hamburgerin ist brasilianisch-deutscher Abstammung. Nach dem Gymnasium Altona absolvierte sie ein Praktikum bei einem Musiksender in Köln und studierte von 2002 bis 2005 Schauspiel an der Schule für Schauspiel in Hamburg. 
Als Theaterschauspielerin tritt Samantha Viana sowohl auf Bühnen ihrer Heimatstadt, wie dem Altonaer Theater, dem Thalia Theater und den Hamburger Kammerspielen, als auch in auswärtigen Engagements, etwa am Ballhaus Ost in Berlin und am Theater Neumarkt Zürich, auf.
Ihre ersten Filme drehte sie bereits während ihres Studiums, darunter das 2004 erschienene Drama Erbsen auf halb 6. Zu ihren weiteren Kino- und Fernsehproduktionen zählen unter anderem SOKO Leipzig und Der Landarzt. Von September 2014 bis November 2019 war sie in der Telenovela Rote Rosen in einer durchgängigen Hauptrolle als brasilianische Wäscherei-Inhaberin "Eliane da Silva" zu erleben.
Samantha Viana spricht neben Deutsch außerdem fließend Englisch, Spanisch und Portugiesisch. Sie absolvierte eine Gesangsausbildung im Stimmfach Mezzosopran sowie eine Tanzausbildung in Ballett, Modern und Jazz Dance und erlernte Reiten und Stunt Fight (Choreographierter Kampf vor der Kamera).
Neben ihren Schauspiel-Engagements ist sie seit 2006 auch als Dozentin an Schauspielschulen für Kinder und Jugendliche tätig und ist aktuell (Stand 2025) künstlerische Leiterin einer Kinderschauspielschule in Lüneburg.
2014 schloss sie ein Zweitstudium der Theaterwissenschaften, Psychologie und Portugiesisch an der Freien Universität Berlin ab.

## Filmografie
- 2003: Doppelter Einsatz (Fernsehserie, 1 Folge)
- 2004: Die Ärztin
- 2004: Erbsen auf halb 6
- 2006: Rose unter Dornen
- 2007: Memoryeffekt (Kurzfilm)
- 2008: Man liebt sich immer zweimal
- 2008: Nachtschicht (Fernsehserie, 1 Folge)
- 2010: SOKO Leipzig (Fernsehserie, Folge: Die Hand Gottes)
- 2010: Der Landarzt (Fernsehserie, Folge: Elternfreud, Elternleid)
- 2010: Nicht mein Ding (Kurzfilm)
- 2011: Notruf Hafenkante (Fernsehserie, Folge: Die Frau aus Ipanema)
- 2012: The Boardroom – Serienpilot (Nebenrolle)[7]
- 2012: SOKO Köln (Fernsehserie, Folge: Blaulicht)
- 2013: SOKO München (Fernsehserie, Folge: Eine brasilianische Affäre)
- 2013: Morden im Norden (Fernsehserie, Folge: Ein Fall mit Überlänge)
- 2013: Großstadtrevier (Fernsehserie, Folge: Swingtime)
- 2014–2019: Rote Rosen (Fernsehserie, 1196 Folgen)